# Дмитровське (Красногорський район)
Дми́тровське (рос. Дмитровское) — село в Красногорському районі Московської області Російської Федерації.

## Розташування
Село Дмитровське входить до складу сільського поселення Ільїнське. Воно розташовано на півдні району, на правому (західному) березі Істри. Найближчі населені пункти Грибаново, Мечниково, Тимошкино.

## Населення
Станом на 2010 рік у селі проживало 569 людей.

## Пам'ятки архітектури
У селі збереглася пам'тка архітектури — комплекс церкви Дмитра Солунського з шатровою дзвіницею.